# Большая Сурья (приток Кутима)
Большая Сурья — река в Пермском крае России.
Протекает полностью по территории Красновишерского района Пермского края. Течёт преимущественно в северном направлении. Устье реки находится в 16 км от устья реки Кутим по левому берегу. Длина реки составляет 16 км.

## Данные водного реестра
По данным государственного водного реестра России относится к Камскому бассейновому округу, водохозяйственный участок реки — Кама от водомерного поста у села Бондюг до города Березники, речной подбассейн реки — бассейны притоков Камы до впадения Белой. Речной бассейн реки — Кама.
Код объекта в государственном водном реестре — 10010100212111100004532.